# Segni (Olaszország)
Segni település Olaszországban, Lazio régióban, Róma megyében. Lakosainak száma 8959 fő (2023. január 1.). Segni Artena, Colleferro, Cori, Gavignano, Montelanico, Paliano, Rocca Massima és Anagni községekkel határos.

## Népesség
A település lakossága az elmúlt években az alábbi módon változott:
| Lakosok száma | 9220 | 9192 | 8959 |
|               | 2017 | 2018 | 2023 |